# Brania rugulosa
Brania rugulosa är en ringmaskart som först beskrevs av Addison Emery Verrill 1900.  Brania rugulosa ingår i släktet Brania och familjen Syllidae. Inga underarter finns listade i Catalogue of Life.